# Mike Philipps
Mike Philipps (1991) es un deportista neozelandés que compite en triatlón. Ganó una medalla de plata en el Campeonato Europeo de Ironman 70.3 de 2023.

## Palmarés internacional
| Campeonato Europeo | Campeonato Europeo | Campeonato Europeo | Campeonato Europeo |
| Año                | Lugar              | Medalla            | Prueba             |
| ------------------ | ------------------ | ------------------ | ------------------ |
| 2023               | Tallin (Estonia)   | Medalla de plata   | Individual         |